# 二十才の微熱
『二十才の微熱』（はたちのびねつ）は、1993年の日本映画。橋口亮輔監督・脚本。第6回PFFスカラシップ作品。英語タイトルは、『A Touch of Fever』または『The Slight Fever of a Twenty Year Old』とされる。

## ストーリー
東京で暮らす大学生の樹（たつる）は、夜は売り専でアルバイトをしている。そこでは、樹に想いを寄せている高校生の信も働いていた。

## 出演
- 袴田吉彦：島森樹
- 遠藤雅：宮島信一郎
- 片岡礼子：鈴木頼子
- 草野康太：タカシ
- 山田純世：あつみ
- 原田文明：川久保
- 川口洋一：太田
- 石田太郎：頼子の父
- 入江若葉：頼子の母
- 佐藤恒治：マスター
- 大河内浩：客
- 橋口亮輔：客

## スタッフ
- 監督・脚本：橋口亮輔
- 助監督：篠原哲雄、谷口正章、西岡容子
- 製作者：林和男、丸山寿敏
- 製作総指揮：矢内廣
- プロデューサー：石垣朗
- 企画：熊倉一郎、大柳英樹、南條昭夫
- 撮影：戸澤潤一
- 録音：臼井勝
- 録音助手：田中要次
- 照明：桜井雅章

## ノベライズ
- 橋口亮輔『二十才の微熱』（扶桑社文庫） 1994年4月刊 ISBN 4594014003